# Dioscorea tancitarensis
Dioscorea tancitarensis är en enhjärtbladig växtart som beskrevs av Eizi Matuda. Dioscorea tancitarensis ingår i släktet Dioscorea och familjen Dioscoreaceae. Inga underarter finns listade i Catalogue of Life.